# Diecezja Santa Rosa de Osos
Diecezja Santa Rosa de Osos (łac. Dioecesis Sanctae Rosae de Osos; hiszp. Diócesis de Santa Rosa de Osos) – jedna z 52 diecezji obrządku łacińskiego w Kościele katolickim w Kolumbii w departamencie Antioquia ze stolicą w Santa Rosa de Osos. Ustanowiona diecezją 5 lutego 1917 bullą papieską Quod Catholicae przez Benedykta XV. Biskupstwo jest sufraganią archidiecezji Santa Fe de Antioquia.

## Historia
5 lutego 1917 papież Benedykt XV bullą Quod Catholicae erygował diecezję. Dotychczas wierni z tych terenów należeli do diecezji Antioquía (obecnie archidiecezja Santa Fe de Antioquia).

Mapa diecezji

## Biskupi
- Maximiliano Crespo Rivera (1917–1923)
- Miguel Angel Builes Gómez (1924–1971)
- Joaquín García Ordóñez (1971–1995)
- Jairo Jaramillo Monsalve (1995–2010)
- Jorge Alberto Ossa Soto (2011–2019)
- Elkin Fernando Álvarez Botero (2020–2023)
- Luis Albeiro Maldonado Monsalve (od 2025)